# Oceanotitan

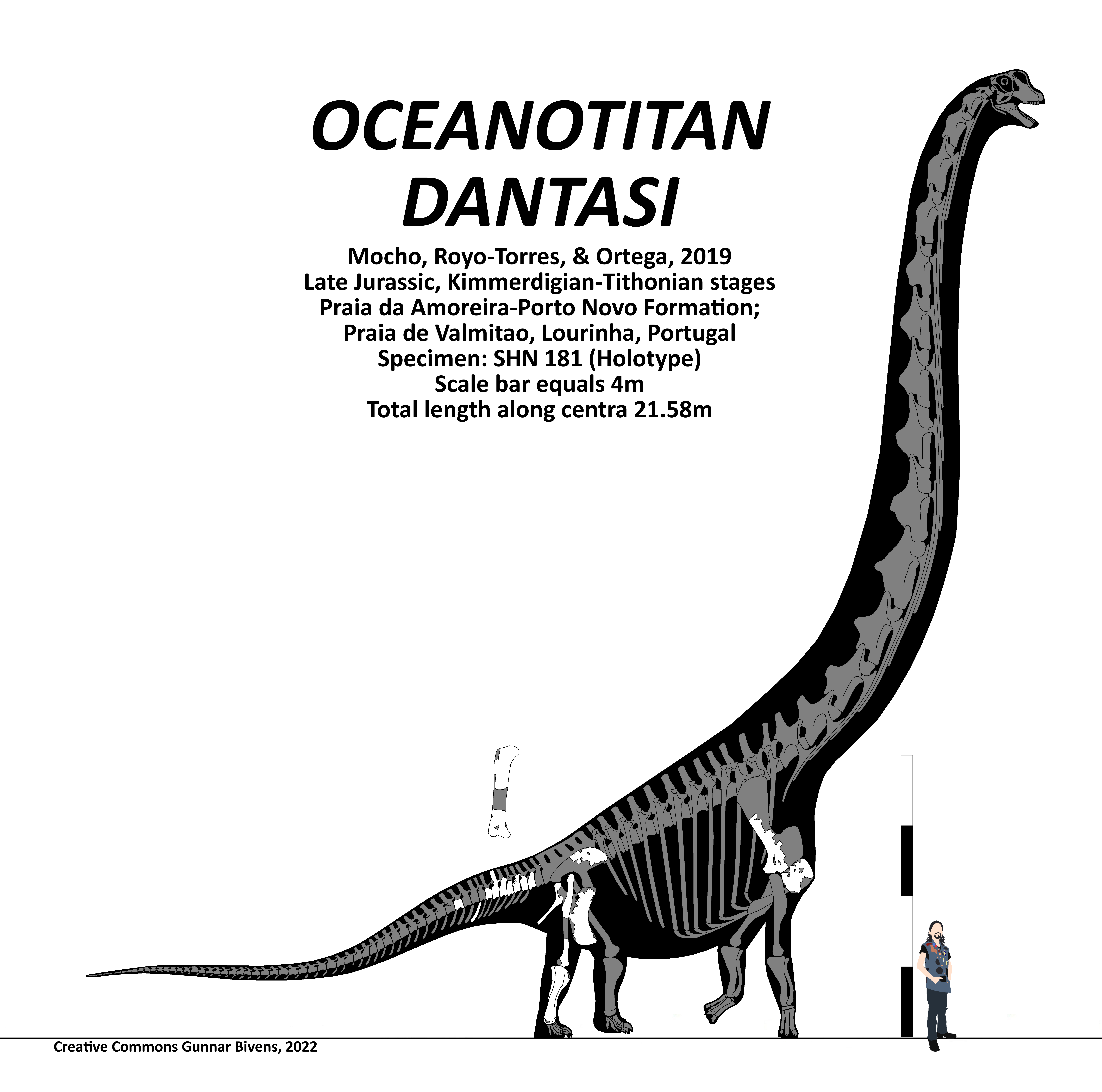
Oceanotitan

Oceanotitan dantasi is een plantenetende sauropode dinosauriër, behorende tot de Macronaria, die tijdens de late Jura leefde in het gebied van het huidige Portugal.

## Vondst en naamgeving
Aan de basis van een klif ten noorden van Praia de Valmitão bij Lourinhã werd in 1996 door de timmerman en amateurpaleontoloog José Joaquim dos Santos het skelet gevonden van een sauropode. Samen met duizenden specimina die hij in de loop van dertig jaren opgroef, werd het ondergebracht in de collectie van de Sociedade de História Natural.
In 2019 werd de typesoort Oceanotitan dantasi benoemd en beschreven door Pedro Mocho, Rafael Royo-Torres en Francisco Ortega. De geslachtsnaam is een combinatie van het Latijn oceanus, "oceaan" en het Grieks Titaan, een verwijzing naar de vindplaats aan de Atlantische Oceaan en de titanische omvang van het dier. De naam is mede een eerbetoon aan het lied Oceania van de zangeres Björk waarvan Mocho een fan is. De soortaanduiding eert de Portugese paleontoloog Pedro Dantas die veel opgravingen heeft verricht aan de Portugese kust.
Het holotype, specimen SHN 181, is gevonden in een laag van de Praia da Amoreira-Porto Novo-formatie dei dateert uit het Kimmeridgien-Tithonien. Het bestaat uit een skelet zonder schedel. Bewaard zijn gebleven: acht voorste staartwervels, zeventien fragmenten van wervelbogen van voorste en middelste staartwervels, een voorste chevron, de rechterschoudergordel, het bekken minus het rechterdarmbeen en de rechterachterpoot minus de voet. De meeste botten zijn nogal beschadigd.

## Beschrijving
Oceanotitan heeft een lengte van ruwweg dertien meter en een gewicht van acht ton. Het dijbeen is ongeveer 135 centimeter lang.
De beschrijvers wisten enkele onderscheidende kenmerken vast te stellen. Drie daarvan zijn autapomorfieën, unieke afgeleide eigenschappen. De voorste staartwervels hebben een doornuitsteeksels met een lengtegroeve in het bovenvlak. De voorste tot middelste staartwervels hebben een doornuitsteeksels met uithollingen op de bovenste zijkanten, waarbij deze uithollingen bij de meer achterste wervels bovenaan verbonden zijn. Het schouderblad heeft op de onderzijde/achterzijde, ter hoogte van de processus acromialis, een ovale uitholling.
Daarnaast is er een unieke combinatie van op zich niet unieke kenmerken. Bij de voorste staartwervels hebben de voorste gewrichtsuitsteeksels een extra gewrichtsfacet aan de binnenzijde, aan de kant van het hypantrum, de uitholling waarin de hyposfeen van de voorliggende wervel steekt. De gewrichtsfacetten van de chevrons hebben een groeve overdwars. Het schouderblad heeft op de binnenzijde een ronde ruwe bult. Het zitbeen is korter dan het schaambeen. Het dijbeen heeft op de middenlijn van de achterzijde een robuuste vierde trochanter. De onderste gewrichtsknobbels van het dijbeen lopen door tot over de voorzijde van de schacht. Het bovenvlak van het kuitbeen heeft een rechthoekig profiel waarbij de lange as overdwars gericht is.

## Fylogenie
Oceanotitan was een lid van de Macronaria. De beschrijvers voerden twee kladistische analyses uit met verschillende gegevensverzamelingen. In de eerste viel Oceanotitan basaal in de Titanosauriformes uit, in de andere basaal in de Somphospondyli. Dat laatste zou Oceanotitan de oudste bekende somphospondyl maken. Ze wezen erop dat deze uitkomsten wat onbetrouwbaar zijn door het beperkte materiaal.
Op een positie in de Titanosauriformes wijzen procoele, van voren holle, voorste staartwervels. Dat het dier meer precies in de somphospondylen zou kunnen staan, blijkt uit een tweede knemiale kam op het scheenbeen, een kuitbeen met een golvende schacht en het ontbreken van een groeve naast de bult op het buitenste vlak van het zitbeen. Ook het korte zitbeen duidt hierop. De basale positie blijkt uit de aanwezigheid van een hyposfeen-hypantrum-complex van secundaire gewrichtsuitsteeksels. Afwijkend echter is de afwezigheid van de zijbult op het dijbeen.
Oceanotitan heeft echter ook zeer basale trekken. Zo is de vierde trochanter op de middenlijn een kenmerk van de eerste sauropoden dat later weer verloren ging. Dat dit geen basale positie impliceert, toont het feit dat dat dit kenmerk gedeeld wordt door Euhelopus die tegenwoordig meestal als vrij afgeleid wordt gezien.